# Diaporthe fuckelii
Diaporthe fuckelii är en svampart som tillhör divisionen sporsäcksvampar, och som beskrevs av Kunze och Rehm. Diaporthe fuckelii ingår i släktet Diaporthe, och familjen Diaporthaceae. Arten är reproducerande i Sverige.